# Jindřich Smiřický ze Smiřic († 1487)
Jindřich Smiřický ze Smiřic (asi 1440 nebo asi 1446 – 27. dubna 1487 nebo 1489) byl český šlechtic z rodu Smiřických ze Smiřic a válečník. V roce 1475 byl povýšen do říšského i českého panského stavu.

## Původ a život
Narodil se jako syn husitského hejtmana Jana I. Smiřického ze Smiřic († 1453) popraveného za zradu a jeho manželky Markéty z Michalovic († po 1457). Měl staršího bratra Václava († 1470).
Přiklonil se na stranu Jiřího z Poděbrad, přestože ten nechal popravit jeho otce. Po smrti králé Jiřího, jenž panoval v letech 1458–1471, podporoval kandidaturu Vladislava II. Jagellonského na českého panovníka (králem 1471–1516). S jeho souhlasem sloužil ve vojsku císaře Fridricha III. Ten ho 27. února 1475 povýšil do panského stavu. Dne 10. října 1475 potvrdil jeho povýšení do panského stavu za vojenské zásluhy také král Vladislav II. To ovšem musel odsouhlasit také český zemský sněm. Povýšení bylo nakonec stvrzeno zápisem do zemských desk v roce 1500. Tehdy tvořilo panský stav 47 rodů, Smiřičtí byli na předposledním místě. 
Jindřich Smiřický byl také politicky aktivní, v letech 1473 až 1485 (možná i později) byl přísedícím komorního soudu. V roce 1477 ho král Vladislav II. vyslal do Horní Lužice, aby Žitavě, která se přiklonila na stranu Matyáše Korvína, uzavřel příměří, což se mu nakonec podařilo.
Jindřich Smiřický ze Smiřic zemřel 27. dubna v roce 1487 nebo 1489. Byl pohřben v Lysé nad Labem.

## Rodina
Oženil se s Kateřinou Mašťovskou z Kolowrat (asi 1450–1529), která na rozdíl Jindřicha vyznávala katolickou víru. Narodilo se jim jedenáct dětí (čtyři synové a sedm dcer).
- 1. Alžběta († 30. 11. 1499, pohřbena v Česticích)
  - ∞ (1487) Přech z Čestic
- 2. Anežka († 1548)
  - ∞ 1. Jiří z Gutštejna
  - ∞ 2. Samuel Volešovský z Hrádku
- 3. Jan II. (1470 – 31. 1. 1506, pohřben v Lysé nad Labem), zakladatel housecké (uherské) větve
  - ∞ Uršula Bouchovcová z Buchova (pohřbena v Lysé nad Labem)
- 4. Lidmila (Eliška) († 1548)
  - ∞ 1. Bernard z Valdštejna († 7. 9. 1517), nejvyšší mincmistr Českého království
  - ∞ 2. Jindřich z Gutštejna († 1527)
  - ∞ 3. Jindřich Křinecký z Ronova († 1536)
- 5. Albrecht (1472 – 9. 2. 1505, pohřben v Lysé nad Labem)
- 6. Zikmund I. (1468/1475/1477–1548, pohřben v Rovensku pod Troskami)
  - ∞ 1. Ofka z Boskovic (14. 9. 1479–1498, pohřbena v Lysé nad Labem)
  - ∞ 2. (asi 1510) Kunhuta z Fictumu (asi 1490 asi 1540)
- 7. Markéta († okolo 1530)
  - ∞ Čeněk z Klinštejna na Škvorci
- 8. Jaroslav (Jindřich; 1474/1478–1510, pohřben v Lysé nad Labem)
- 9. Anna († klášter Liebenthal), jeptiška
- 10. Johanka († klášter Liebenthal), jeptiška
- 11. Magdaléna († klášter Morgenthal, Horní Lužice), jeptiška

## Majetek

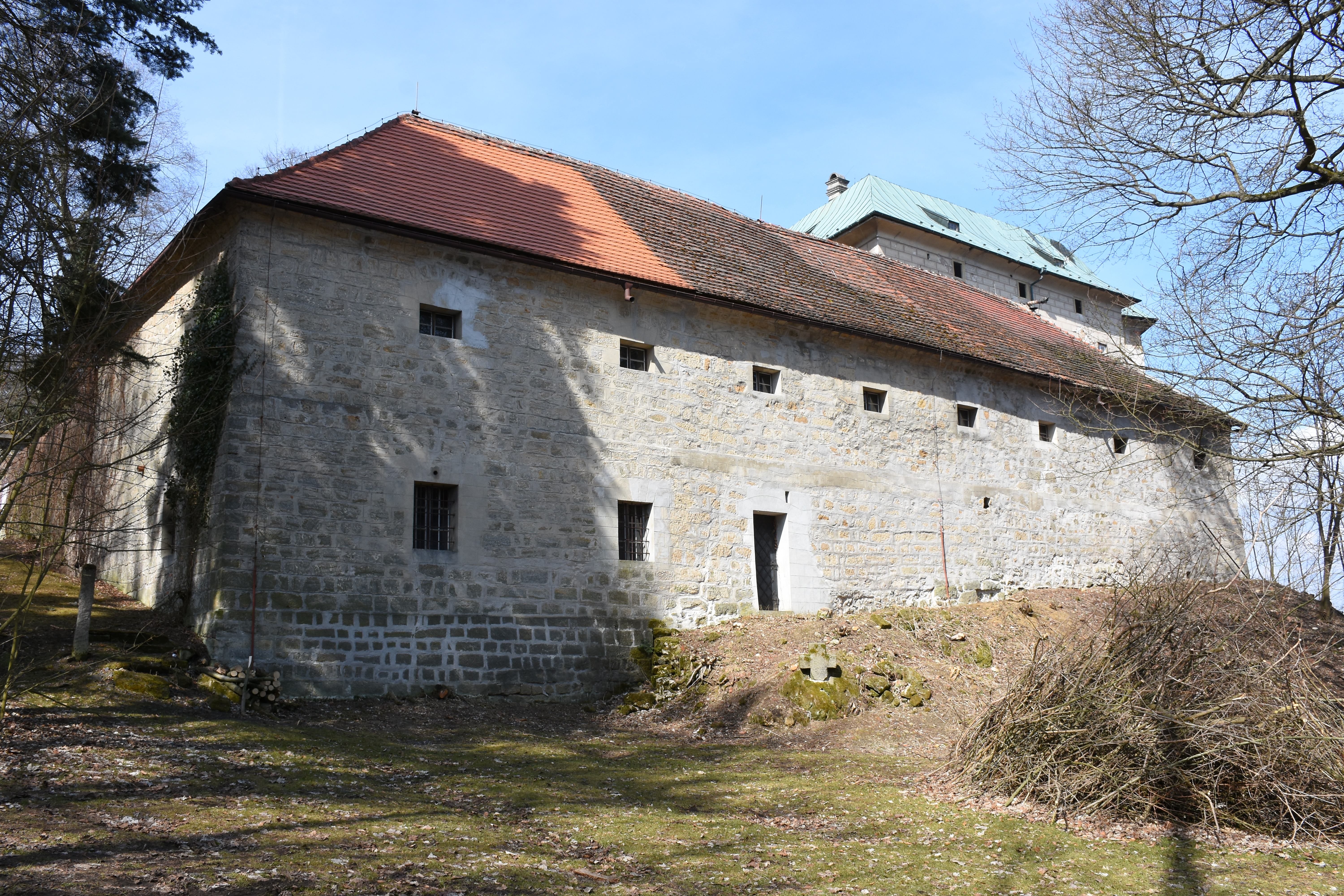
Hrad Houska

Vlastnil panství Jestřebí, které zdědil po bratru Václavovi, Liblice, které koupil v roce 1475 od Viléma II. z Pernštejna, Lysá nad Labem a Houska. Od krále měl od roku 1477 v zástavě  ves mělnického proboštství Mlčechvosty a asi od roku 1480 také vesnice Chorušice a Choroušky u Mělníka.